# Peucetia ashae
Peucetia ashae är en spindelart som beskrevs av Gajbe 1999. Peucetia ashae ingår i släktet Peucetia och familjen lospindlar. Inga underarter finns listade i Catalogue of Life.